# Паламас, Костис
Кости́с Палама́с (греч. Κωστής Παλαμάς; 13 января 1859, Патры — 27 февраля 1943, Афины) — греческий поэт, беллетрист и критик. Основатель Новой Афинской школы. В творчестве Паламаса нашли выражение гуманистические и революционно-демократические идеалы конца XIX — начала XX веков.

## Биография
Костис Паламас родился в Патрах. Среднее образование получил в школе Месолонгиона. Изучал право в Афинском университете. Член Афинской академии наук с 1926 года. Начиная с 1880-х на протяжении многих лет работал журналистом, редактором газет, сотрудничал в журналах, публикуя сатирические стихи, выступая в защиту народного языка — димотики — и национального духа в литературе.

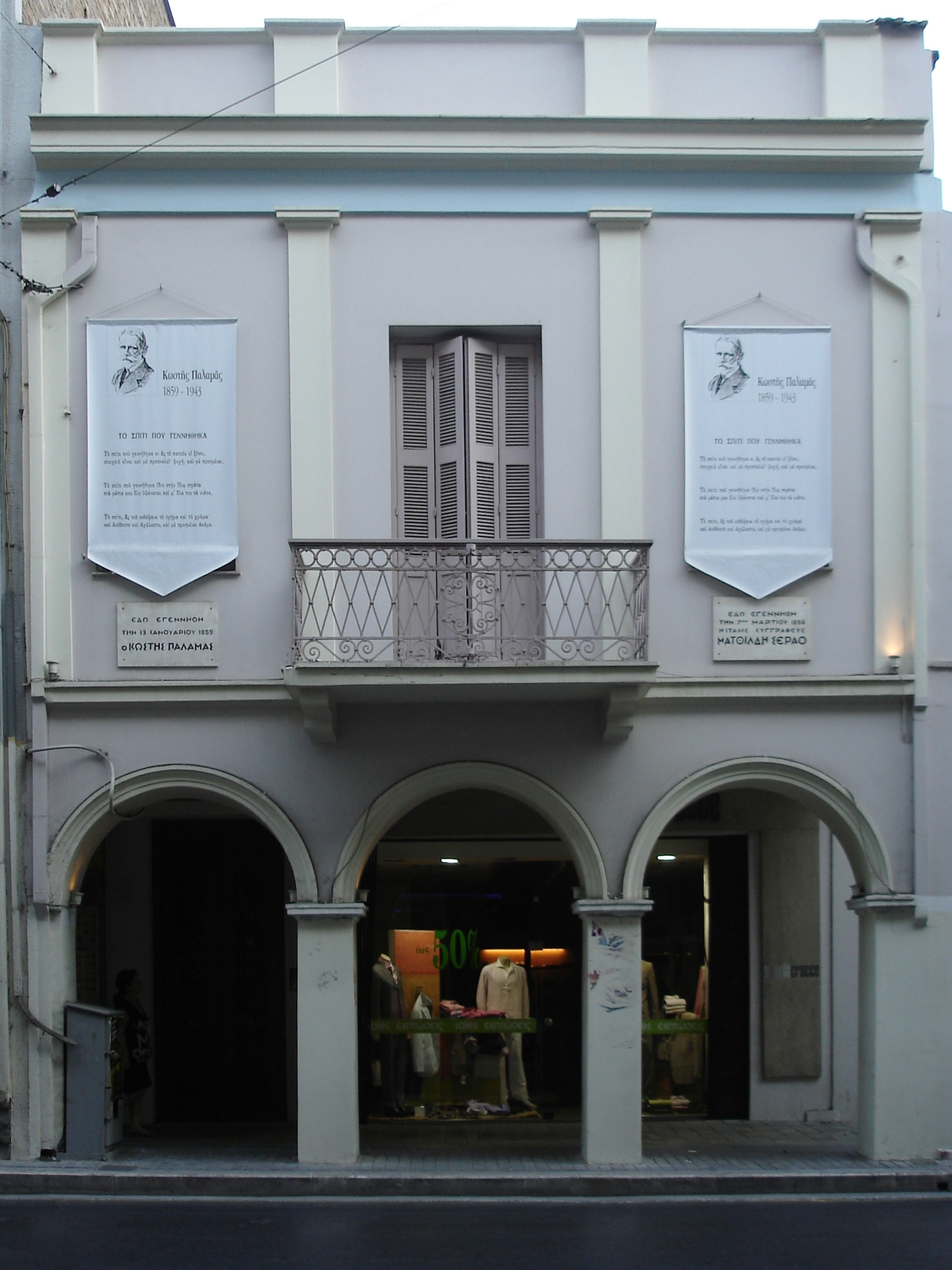
Дом Костиса Паламаса в Патрах

Первый сборник стихов Паламаса — «Песни моей родины», включающий юношеские стихи — появился в 1886 году. За ней следовали сборники стихотворений «Гимн Афине» (1889), представляющая попытку возродить классический гомеровский гимн, и книга «Глаза моей души» (1892), написанная под непосредственным влиянием французских поэтов. Все эти сборники имеют сугубо подражательный характер и не представляют большой художественной ценности.
Костис Паламас написал Олимпийский гимн, положенный на музыку новогреческим композитором Спиридоном Самарасом. Впервые Гимн прозвучал на церемонии открытия Первых Олимпийских игр современности 1896 года в Афинах на мраморном стадионе Панатинаикос.
Однако лишь в следующих книгах стихов Паламас освобождается от подражания чужим образцам и проявляет свою художественную индивидуальность. Полного расцвета его творчество достигает в произведениях, написанных после 1900 года. Его «Незыблемая жизнь» (1904), «Двенадцать песен цыгана» и «Царская флейта» (1910), написанные разговорным греческим языком, по своим художественным качествам выдвигают Паламаса в первые ряды новогреческой литературы.
Писатель мелкой интеллигенции, Паламас в своем творчестве и в своей литературной деятельности борется за её идеи - националистическую культуру, за создание новой «Великой Греции» (см. Великая идея Венизелоса). Наряду с преобладанием чисто патриотических стихов в творчестве Паламас в период 1900-1910 годов встречаются также и произведения, проникнутые жалобами на социальную несправедливость и сочувствием афинским рабочим: «Держись, наступай, рабочий, как богатырь», «Бей, рабочий-мститель» и т. д. (стихотворения «Спартакос», «Разрушитель», «Рабыни-женщины» и другие).

## Дом Паламаса в районе Плака

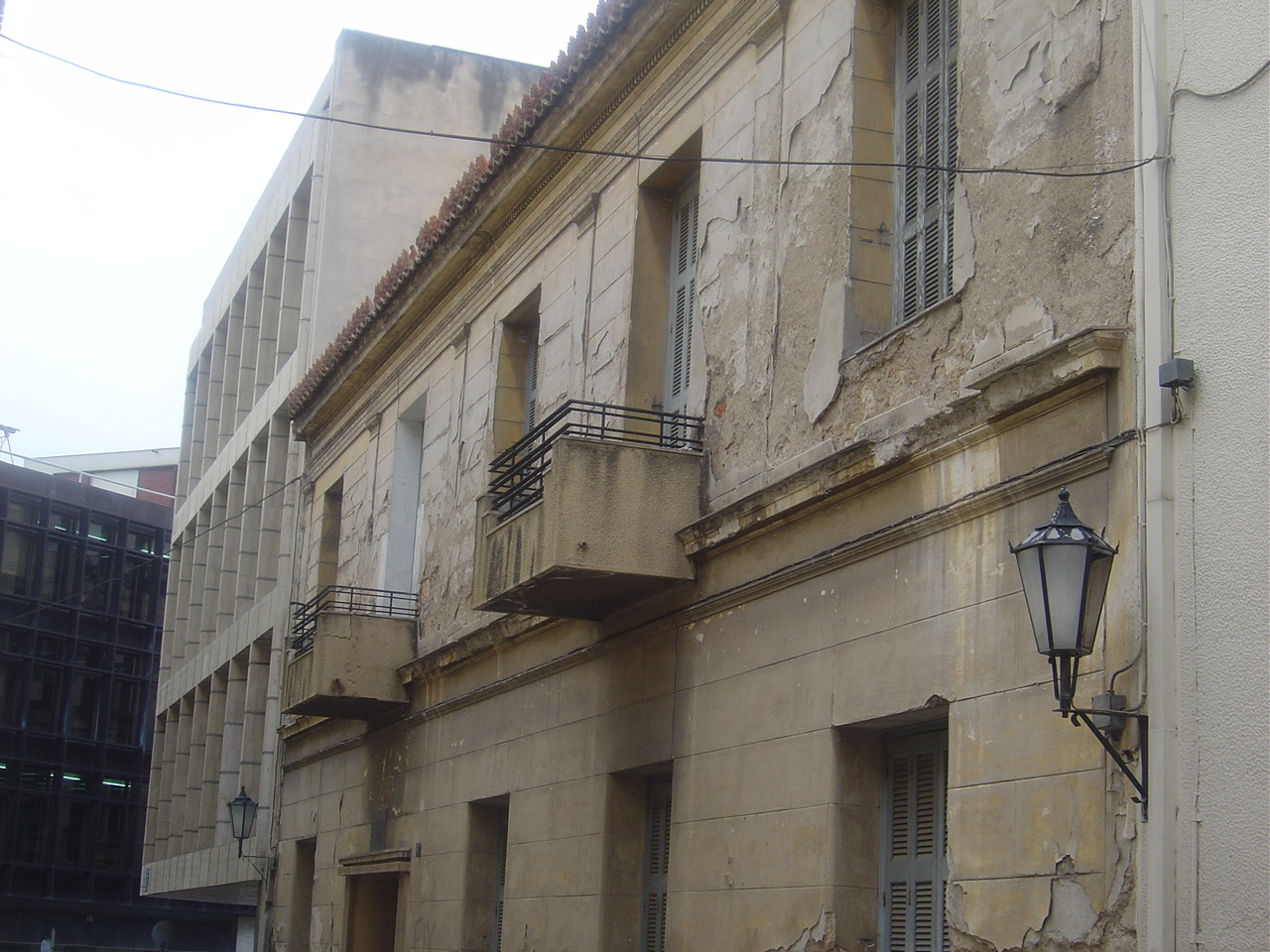
Дом Паламаса в районе Плака

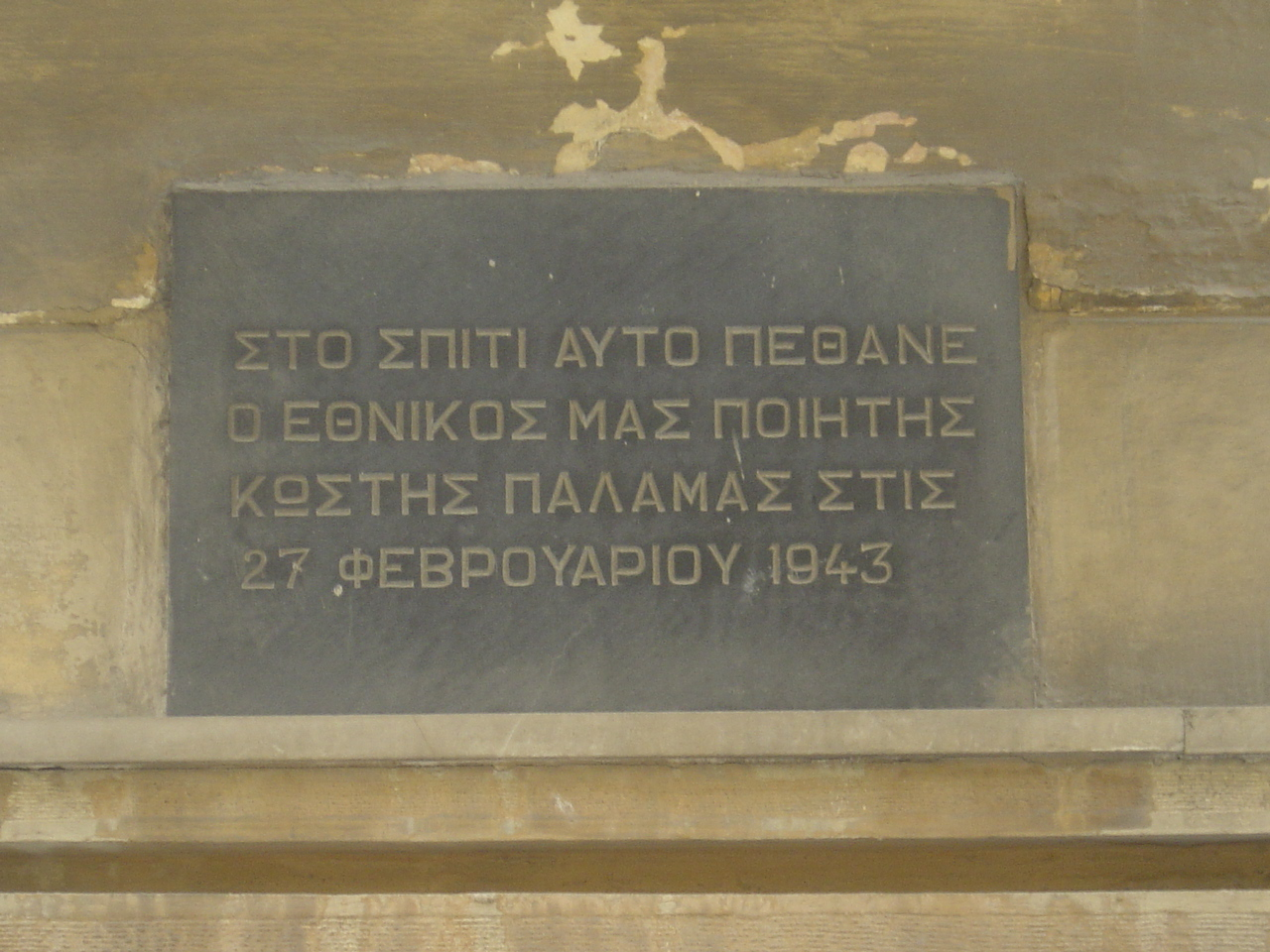
Мемориальная доска на входе в дом Паламаса в районе Плака

В Афинах Костис Паламас жил в доме по улице Перьяндру (Περιάνδρου) в районе Плака, построенном в 1920-х годах. Поэт вернулся в этот дом после того, как был выселен из усадьбы на улице Асклипью (Ασκληπιού), где он жил более тридцати лет и где ныне расположено Фонд Костиса Паламаса (Ίδρυμα Κωστή Παλαμά). В доме на улице Периандриу поэт провел последние 8 лет своей жизни, вместе с женой Марией и дочерью Нафсикой. Несколько лет назад установили мраморную мемориальную доску, она расположена над главным входом в здание.
В декабре 2010 года община Афины из-за финансовых затруднений решил дом Костиса Паламаса вынести на аукцион, который должен был состояться 12 января 2011 года в мировом суде (Ειρηνοδικείο) Афин. Была установлена начальная стоимость — 1 066 000 евро. Общество Костиса Паламаса обращалось за спонсорской помощью ко многим учреждениям, чтобы приобрести этот дом. Однако накануне аукциона нынешний владелец здания смог уладить долги с банком.

## Основные работы

### Поэзия
- Τραγούδια της πατρίδος μου (1886)
- Ύμνος εις την Αθηνάν (1889)
- Τα μάτια της ψυχής μου (1892)
- Ίαμβοι και ανάπαιστοι (1897)
- Τάφος (1898)
- Οι χαιρετισμοί της Ηλιογέννητης (1900)
- Η ασάλευτη ζωή (1904)
- Ο Δωδεκάλογος του Γύφτου (1907)
- Η φλογέρα του Βασιλιά (1910)
- Οι καημοί της λιμνοθάλασσας (1912)
- Σατιρικά Γυμνάσματα (1912)
- Η πολιτεία και η μοναξιά (1912)
- Βωμοί (1915)
- Τα παράκαιρα (1919)
- Τα δεκατετράστιχα (1919)
- Οι πεντασύλλαβοι- Τα παθητικά κρυφομιλήματα- Οι λύκοι- Δυό λουλούδια από τα ξένα (1925)
- Δειλοί και σκληροί στίχοι (1928)
- Ο κύκλος των τετράστιχων (1929)
- Περάσματα και χαιρετισμοί (1931)
- Οι νύχτες του Φήμιου (1935)
- Βραδινή φωτιά (1944)

### Проза
- Θάνατος παληκαριού, (1901)
- Διηγήματα, 1920

### Драма
- Τρισεύγενη, (1903)

## Публикации на русском языке
- Избранная поэзия / Пер. с новогреч./ Сост. и вступ. статья Янниса Мочоса ; Ил.: П. Валюс. — М.: Худож. лит., 1970. — 239 с.